# Ferdinand Keller (Maler)

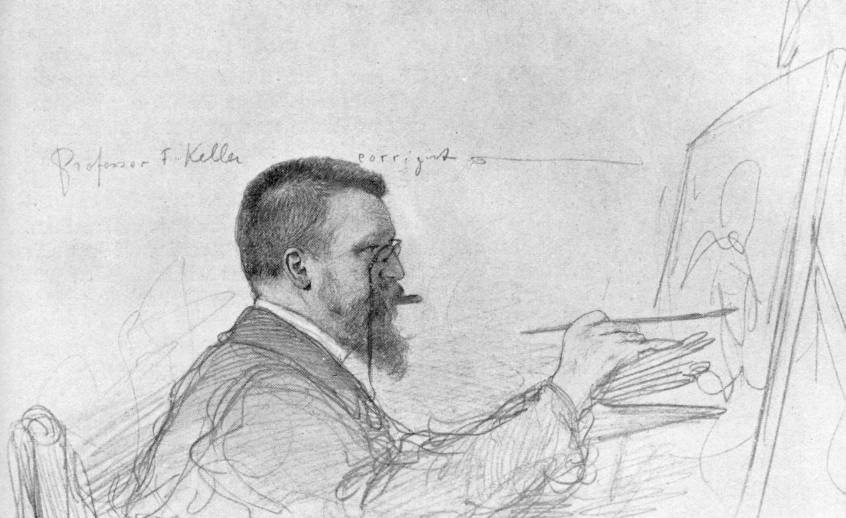
Ferdinand Keller, ein Bild seines Schülers Christian Wilhelm Allers korrigierend, von diesem porträtiert

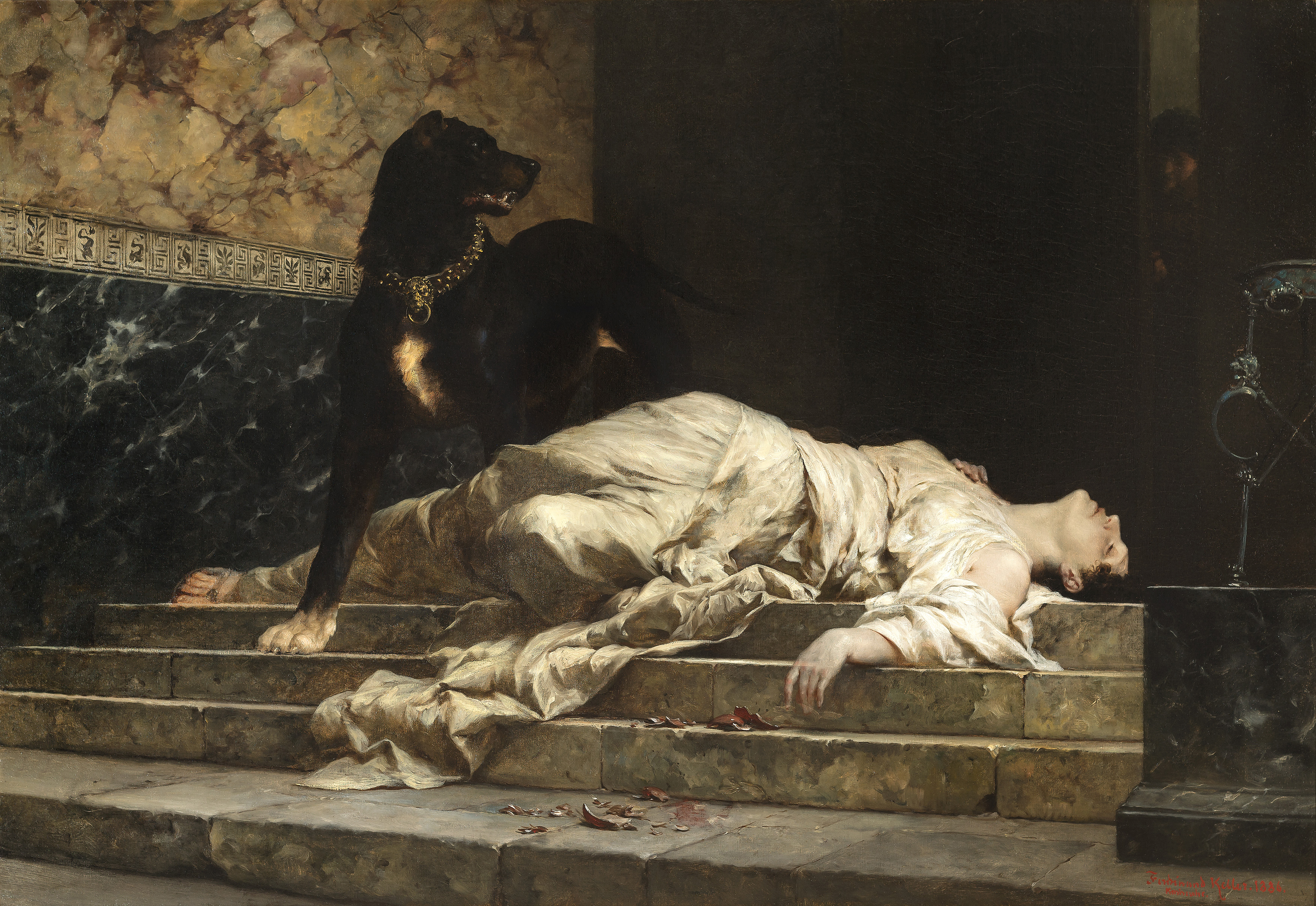
Selene, 1886

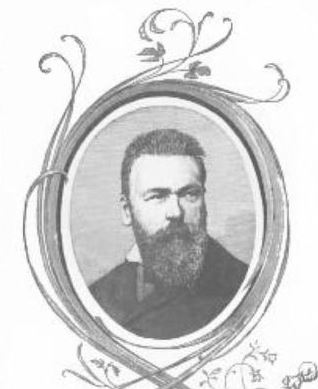
Ferdinand von Keller

Ferdinand Keller, später Ferdinand von Keller, (* 5. August 1842 in Karlsruhe; † 8. Juli 1922 in Baden-Baden) war ein deutscher Historienmaler des Historismus und Hochschullehrer.

## Leben
Ferdinand Kellers Vater Joseph Keller war Bauingenieur und erhielt 1857 den Auftrag, Flussregulierungen, Brücken und Wegebauten in Brasilien zu errichten. Der fünfzehn Jahre alte Ferdinand Keller durfte ihn mit seinem Bruder Franz begleiten. Während des mehr als vierjährigen Aufenthalts bildete Keller sein zeichnerisches Talent in der tropischen Landschaft autodidaktisch aus.
Nach der Rückkehr aus Brasilien begann Ferdinand Keller im Jahre 1862 ein Studium an der Kunstakademie Karlsruhe. Er studierte u. a. bei Johann Wilhelm Schirmer, dem damaligen Direktor der Kunstakademie. Nach dem Tode Schirmers im Jahre 1863 setzte Keller seine Studien bei Ludwig des Coudres fort. Unzufrieden mit der Ausbildung an der Kunstakademie nahm er ab 1864 Privatunterricht im Atelier von Hans Canon. 1866 folgten Studienreisen in die Schweiz und nach Frankreich. Von 1867 bis 1869 lebte Keller in Rom, wo er die Bekanntschaft von Anselm Feuerbach machte; beide hatten ihre Ateliers in Rom im selben Haus.
1870 wurde Ferdinand Keller als Lehrer für Porträt- und Historienmalerei an die Kunstakademie Karlsruhe berufen. 1873 wurde er zum Professor ernannt, ein Schüler von ihm war Carl Geist. Von 1880 bis 1913 war er Direktor der Kunstakademie. Ferdinand Keller starb 1922 im Alter von 79 Jahren in Baden-Baden.

## Ehrungen
- Die Ferdinand-Keller-Straße im Karlsruher Stadtteil Knielingen wurde 1964 nach ihm benannt.
- Der württembergische König verlieh ihm den persönlichen Adelstitel.[1]

## Werk
Seinen ersten großen Erfolg feierte er mit dem Historienbild „Tod Philipps II.“ im Jahr 1867. In zahlreichen Monumentalgemälden verherrlichte er historische, dynastische oder kulturelle Ereignisse der deutschen und badischen Geschichte. Das fünf mal sieben Meter große Gemälde „Die Apotheose Kaiser Wilhelms I.“ entstand im Dreikaiserjahr 1888. Es wurde ein Jahr später von Kaiser Wilhelm II. erworben und befindet sich heute als Dauerleihgabe der Berliner Nationalgalerie im Berlin Museum.
Weitere Arbeiten Kellers waren der Schmuck für das Karlsruher Hoftheater und für das Dresdner Hoftheater. In dem wiederaufgebauten Dresdner Haus ist das Gemälde auf dem restaurierten Theatervorhang heute wieder zu bewundern. Die Ausschmückung der König-Karl-Halle im Landesmuseum Stuttgart begeisterte den württembergischen König so sehr, dass er Keller den persönlichen Adelstitel verlieh. Im Auftrag von Großherzog Friedrich I. von Baden malte Keller die „Historie Badens“. Das Kolossalgemälde befindet sich heute in der Staatlichen Kunsthalle Baden-Baden. Zahlreiche weitere Aufträge erfolgten für öffentliche Gebäude und Adelspalais. Mit seinen Radierungen wurden zahlreiche Bücher illustriert.

### Gemälde
- Humboldt am Orinoko (Skizze), um 1860
- Reisende in Brasilien (Skizze), um 1860
- Reisende in Brasilien (Öl auf Leinwand; 110,7 cm × 149,4 cm), 1863
- Bucht von Rio de Janeiro (Öl auf Leinwand; 63,5 cm × 87 cm), 1864
- Tod Philipps II von Spanien (Öl auf Leinwand), 1866 bzw. 1867
- Der Alchimist (Öl auf Leinwand; 116 cm × 155 cm), 1868
- Himmelfahrt Mariens (Fresko; 800 cm × 300 cm), 1871
- Moderne Diana (Öl auf Leinwand; 130 cm × 223,2 cm), 1872
- „Die Fantasie trägt die Fackel der Begeisterung“, Schmuckvorhang des Hoftheaters in Dresden
  - 1. Entwurf, Öl auf Leinwand, 65 cm × 93 cm, 1874–1875
  - 2. Entwurf, Öl auf Leinwand, 131 cm × 156 cm, 1874–1875
  - Ausführung, 1875
- Das Altertum (Fresko; 940 cm), Karlsruhe, 1875
- Humboldt am Orinoko (Öl auf Leinwand; 206 cm × 160 cm), 1877
- Entwurfsskizze Türkenlouis (Öl auf Leinwand; 47 cm × 71 cm), 1877–1878
- Türkenlouis (Öl auf Leinwand; 310 cm × 530 cm), 1879
- Hero und Leander (Öl auf Leinwand; 267 cm × 178 cm), 1880
- Albert Bürklin, 1883
- Flora, Öl auf Leinwand, 98 cm × 178 cm, 1883
- Wilhelmine Keller (Öl auf Leinwand; 212 cm × 114,5), 1884
- „Die Gründung der Universität Heidelberg“, Öl auf Leinwand, 270 cm × 500 cm, in der Aula der alten Universität, 1886
- Selene (Öl auf Leinwand; 76 cm × 110,5 cm), 1886
- Mach Männchen! (Öl auf Leinwand; 86 cm × 122 cm), 1891
- Mittelalter (Wandgemälde im Landesgewerbemuseum Stuttgart), 1894–1896
- Neuzeit (Wandgemälde im Landesgewerbemuseum Stuttgart), 1894–1896
- Kaiser Wilhelm I., der siegreiche Begründer des Deutschen Reiches (Öl auf Leinwand; 500 cm × 700 cm), 1888
- Apotheose Kaiser Wilhelm I. (Skizze), 1890
- Verherrlichung Kaiser Friedrichs III (Öl auf Leinwand; 410 cm × 262 cm), 1890
- Kaiser Wilhelm II (Öl auf Leinwand; 350 cm × 235 cm), 1893
- Najaden, 1893
- Mythologische Landschaft, 1894
- Arkadien (Öl auf Leinwand; 86 cm × 111 cm), wohl um 1899
- Im Hain des Poseidon, 1900
- Entsagung (Öl auf Leinwand; 70 cm × 100 cm), 1900–1901
- Böcklins Grab (Öl auf Leinwand; 117 cm × 99 cm), 1901
- Klassische Landschaft (Öl auf Leinwand; 101,6 cm × 81,2 cm) 1902
- Großherzog Friedrich I. von Baden (Öl auf Leinwand; 279,5 cm × 167,3 cm), 1903
- Doppelbildnis des badischen Großherzogpaares (Öl auf Leinwand), 1906
- Nymphe, an einer Quelle trinkend (Öl auf Leinwand; 43,4 cm × 52 cm), 1907

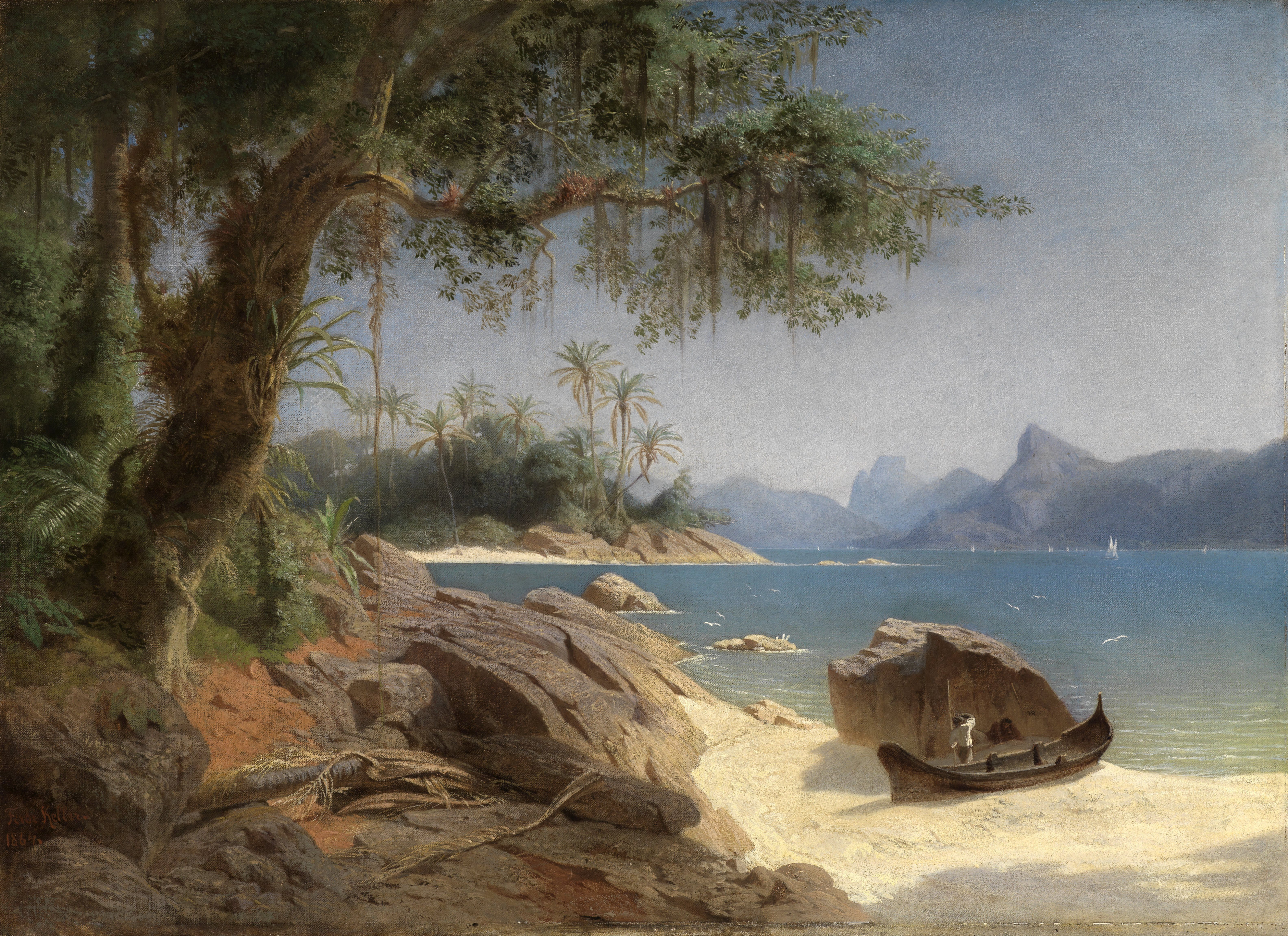
Küstenlandschaft bei Rio de Janeiro
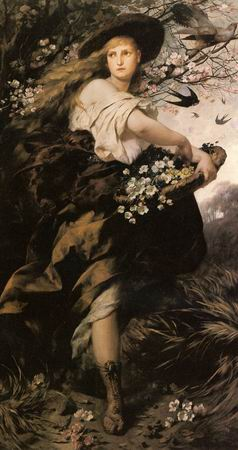
Flora, 1883
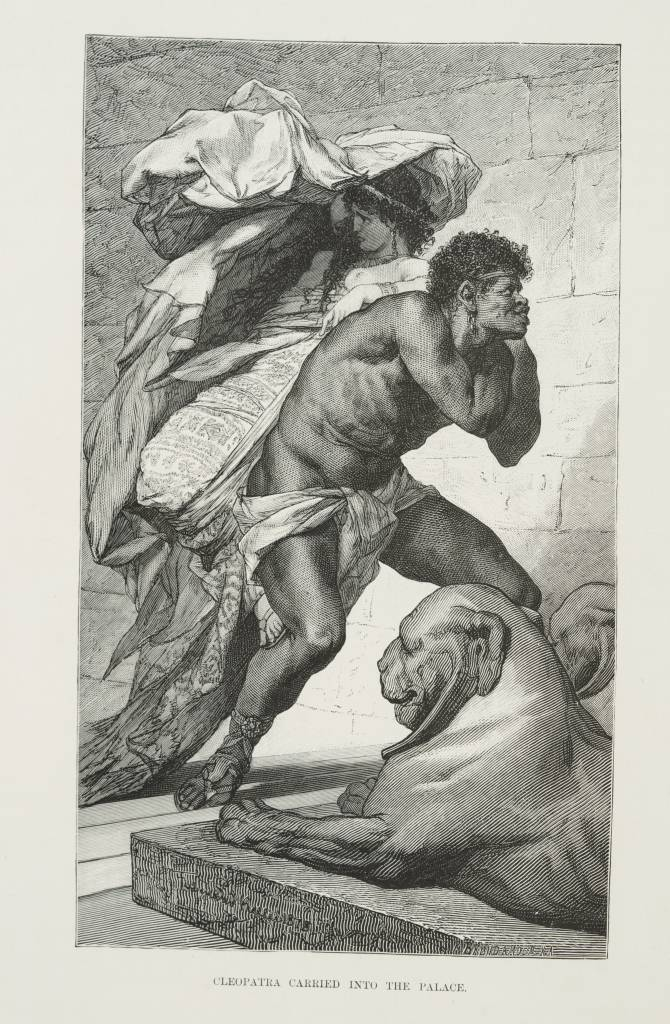
Kleopatra wird von einem Sklaven in den Palast getragen
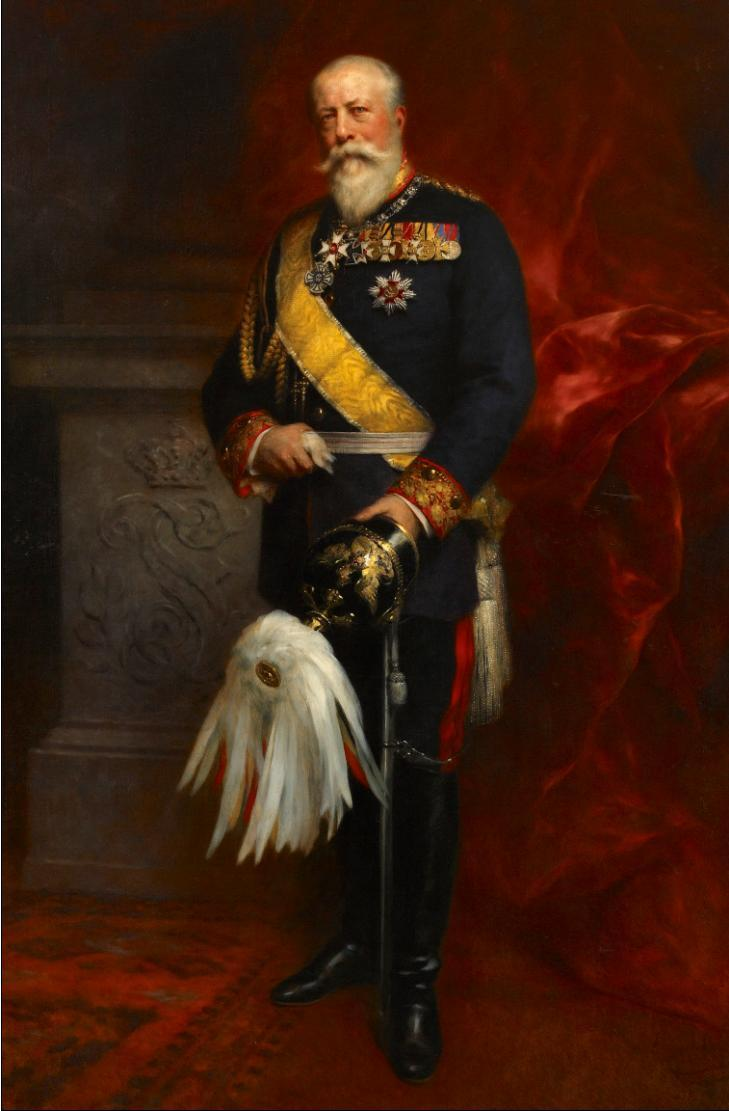
Porträt des Großherzogs Friedrich I. von Baden, 1900

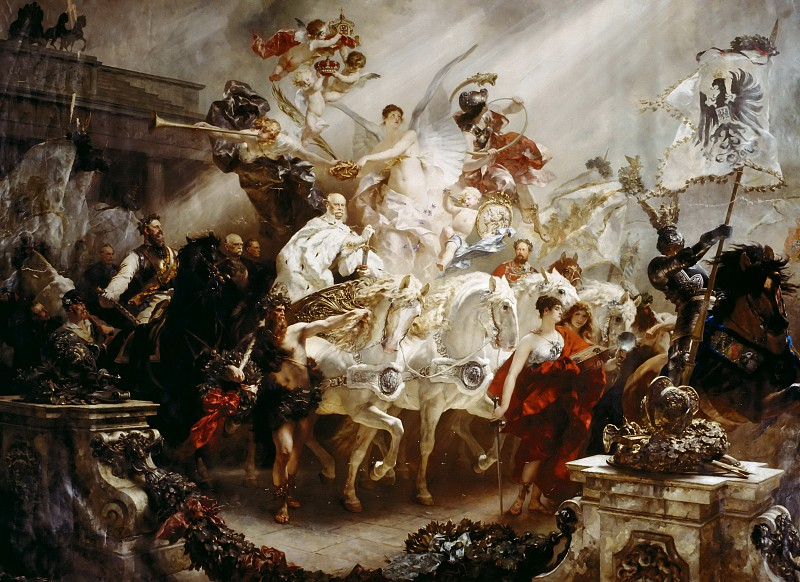
Gemälde „Kaiser Wilhelm der Siegreiche“, 1888, 500 × 700 cm, Alte Nationalgalerie, Berlin

In seinem allegorisch überhöhten Bild „Kaiser Wilhelm der Siegreiche“ spielt Keller auf den feierlichen Einzug des Monarchen nach dem Deutsch-Französischen Krieg an. In dem Bild steht Wilhelm auf einem Streitwagen, der von vier Schimmeln gezogen wird. Er hat scheinbar gerade das Brandenburger Tor durchquert. Auf ihn und die Pferde fällt Sonnenlicht. Das hinter ihm reitende Gefolge, bestehend aus Bismarck, Roon und Moltke, ist dagegen im Schatten platziert. Dem Streitwagen des Kaisers gehen zwei weibliche Figuren voraus. Sie halten als symbolische Verkörperungen der Gerechtigkeit ein Schwert und ein Gesetzbuch in Händen. An Wilhelms Mutter Luise erinnert ein junger Engel, der ein Bildnis von ihr empor hebt. Auf diese Weise stellt Keller eine vermeintliche Kontinuität zu den Kriegen gegen Napoleon I. her. Keulenträger in germanischer Tracht und ein Ritter betonen vermeintlich kriegerische Traditionen, die bis in die Antike und das Mittelalter zurückreichen.

### Zeichnungen
- Humboldt am Orinoko (Skizze), um 1860
- Reisende in Brasilien (Skizze), um 1860
- Selbstbildnis (Studie für Uffizienbild, Pastell; 57 cm × 50 cm), 1889
- Großherzogin Luise in Trauer (Pastell; 83,5 cm × 64,5 cm) 1890

## Ausstellungen
- 12. November bis 5. Dezember 1912 im Badischen Kunstverein, Karlsruhe
- 18. Juli bis 4. Oktober 1992 in der Staatlichen Kunsthalle Karlsruhe

## Schüler
- Karl Rauber
- Heinrich Pforr
- Erwin Emerich